# Yōrō-Kodex
Als Yōrō-Kodex (jap. 養老律令 Yōrō-ritsuryō) wird die 718 erfolgte Revision des Taihō-Kodexes aus der Taihō-Zeit (21. März 701 bis 7. Mai 704) deswegen bezeichnet, weil diese in der Yōrō-Zeit (17. November 717 bis 4. Februar 724) erfolgte.
Die Revidierung erfolgte unter der Ägide des Fujiwara no Fuhito, eines Mitgliedes des kaiserlichen Hofes. Hierbei dienten die Gesetze der chinesischen Tang-Dynastie (ab 618) zum Vorbild.
In dieser Form war das Gesetzbuch bis in die Meiji-Zeit (1868 bis 1912) hinein geltendes Recht. Über einen solch langen Zeitraum von annähernd 1200 Jahren wechselten sich natürlich Phasen vollständiger mit denen einer nur teilweisen Gültigkeit miteinander ab.
Behandelt wird u. a. die Form des altjapanischen Staatswesens – die Rangordnung, Besoldung und Kompetenz der Beamten sowie die Kriterien zur Besetzung der staatlichen Stellen.
Infolge der langen Geltungsdauer hat der Yōrō-Kodex die Geschichte Japans wesentlich mitgeprägt.